# Kurt Muller
Pour les articles homonymes, voir Muller.
Kurt Muller, né le 23 janvier 1984, est un nageur sud-africain.

## Carrière
Aux Jeux africains de 2003 à Abuja, Kurt Muller est médaillé d'or du 50 mètres brasse et du 100 mètres brasse, médaillé d'argent des relais 4 x 100 mètres nage libre et 4 x 100 mètres quatre nages et médaillé de bronze du 50 mètres papillon et du 50 mètres nage libre.